# Trelleborgs Fotbollförening
O Trelleborgs Fotbollförening, ou simplesmente Trelleborgs FF, é um clube de futebol da Suécia fundado em 6 de dezembro de 1926. Sua sede fica localizada em Trelleborg.